# Pål Arne Fagernes
Pål Arne Fagernes, född 8 juni 1974 i Asker, död 4 augusti 2003, var en norsk friidrottare, längdskidåkare och boxare.
Hans specialgren var spjut. Hans främsta merit är en fjärde plats i VM år 1999. Hans personliga rekord var 86,74.
År 2003 omkom Fagernes i en bilolycka på E6 norr om Moss i Østfold.